# Sitobion mucatha
Sitobion mucatha är en insektsart. Sitobion mucatha ingår i släktet Sitobion och familjen långrörsbladlöss. Inga underarter finns listade i Catalogue of Life.